# Mateo Gucci

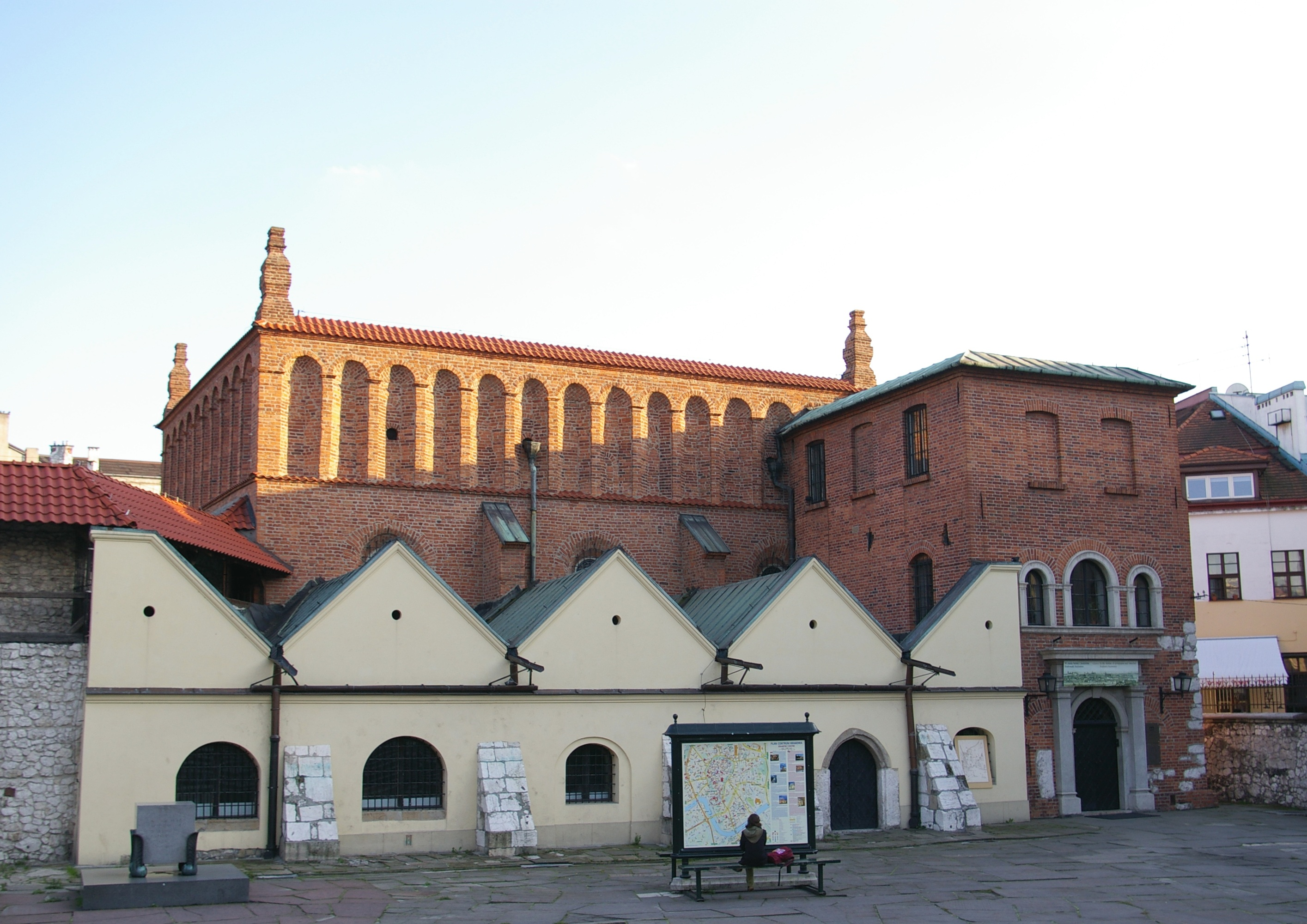
Alte Synagoge

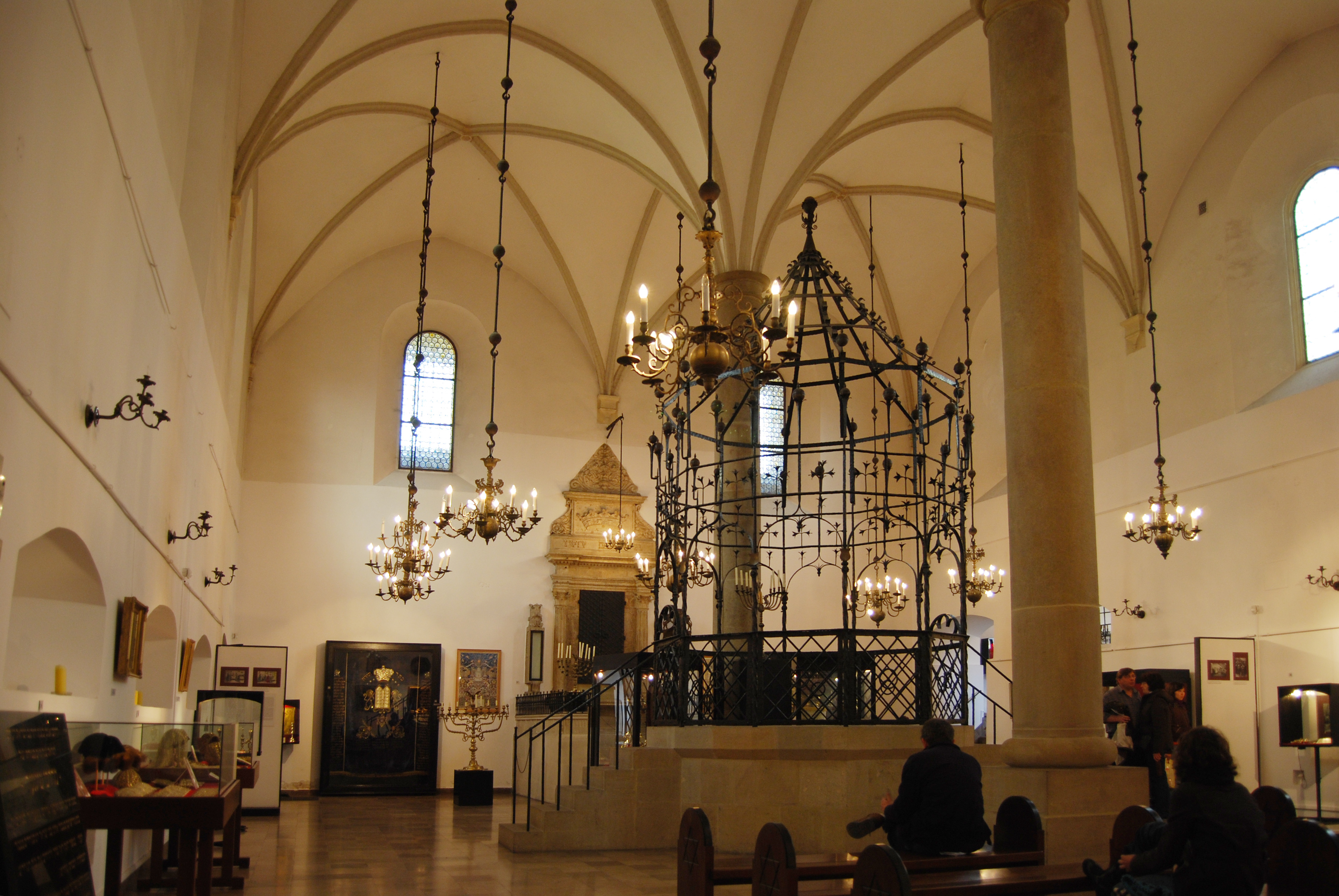
Alte Synagoge

Mateo Gucci polnisch Mateusz Gucci (* um 1500 wahrscheinlich in Florenz; † um 1570 wahrscheinlich in Krakau) war ein Architekt, Bildhauer und Steinmetz der Renaissance. Gucci gehörte zur dritten Generation italienischer Renaissance-Künstler, die am Krakauer Königshof tätig waren.

## Leben
Gucci kam auf Geheiß König Sigismund des Alten nach Krakau, wo er auf der Wawelburg arbeitete. Die jüdische Gemeinde in Kazimierz beauftragte Mateo Gucci 1570 mit dem umfassenden Neu- und Umbau der ursprünglich gotischen Alten Synagoge im Stil der Renaissance, die bei einem Brand im Jahr 1556/1557 zerstört worden war. Gucci führte an der Alten Synagoge umfangreiche Arbeiten aus, wobei er als Steinmetz (lateinisch Lapicida) Mateusz Gucci bezeichnet wurde. Das Gewölbe des Innenraums, das von zwei Säulen getragen wird, stammt aus dieser Zeit. Er baute einen zweischiffigen Saal und erhöhte das Gewölbe, das auf zwei schlanken toskanischen Säulen ruhte. Er versah die Synagoge mit einer Brüstung, die mit Blendarkaden verziert war. Er gestaltete die Außenfassade aus Stein und rotem Backstein um, fügte eine Frauengalerie im Erdgeschoss hinzu, die hinter der Westwand verborgen war und für jene Juden, die im Hauptraum Synagoge keine Sitzplätze hatten, errichtete er einen Vorraum, wo diese auf Bänken sitzen konnten.
Gucci war möglicherweise ein Bruder oder Verwandter des florentinischen Architekten Santi Gucci, der 1594 an der Wawel-Kathedrale arbeitete. Ein weiterer florentinischer Baumeister, der um 1537 in Krakau tätig war, war Gaspare Gucci, der dort im Jahr 1545 als Ratsmitglied genannt wird. Dieser Gasparo Gucci wurde im Allgemeinen Lexikon der Bildenden Künstler von der Antike bis zur Gegenwart 1922, als sein möglicher Vater angenommen und zugleich wird noch ein weiterer Architekt namens Alessandro Gucci als sein möglicher Bruder angegeben.

## Werke (Auswahl)
- um 1570: Neubau der durch einen Brand beschädigten Alten Synagoge in Kazimierz[7]